# Петровский, Вячеслав Николаевич
Вячеслав Николаевич Петровский — советский государственный деятель, председатель Калужского горисполкома (1974—1983).
Родился 8 октября 1927 г. в Калужской губернии.
Окончил Калужский железнодорожный техникум по специальности «Вагонное хозяйство» (1946).
Направлен на работу мастером вагоносборочного цеха Канашского вагонно-ремонтного завода (г. Канаш). В том же году избран первым секретарем Канашского городского комитета ВЛКСМ.
С 1948 г. в г. Калуге: зав. отделом рабочей молодежи горкома ВЛКСМ, секретарь комитета комсомола Калужского турбинного завода.
С 1951 г. на руководящих должностях в Калужском строительном тресте № 76.
С 1955 г. заместитель председателя исполкома Железнодорожного района Калуги.
В 1956—1963 гг. — начальник Калужского городского жилищного управления.
С 1963 г. заместитель председателя Калужского горисполкома.
В 1974—1983 гг. — председатель Калужского горисполкома.
С 1983 г. работал в строительном объединении «Калугастрой».
Награждён орденами Трудового Красного Знамени и «Знак Почёта», медалями.
Умер 4 декабря 2016 г.